# Sant Vicenç de Castellet
Sant Vicenç de Castellet ist eine katalanische Stadt in der Provinz Barcelona im Nordosten Spaniens. Sie liegt in der Comarca Bages am Llobregat.